# Ревізійна комісія
Ревізі́йна комі́сія — в юридичній особі — суб'єкті господарювання — орган, обраний на загальних зборах учасників, який здійснює контроль фінансово-господарської діяльності через проведення планових та позапланових перевірок документації (ревізій), а також службових розслідувань за фактами виявлених порушень.